# Balázs Tóth
Pour les articles homonymes, voir Tóth.
Balázs Tóth est un footballeur hongrois né le 24 septembre 1981 à Ózd (Hongrie). Il évolue comme milieu défensif,
.

## Biographie
Il joue en équipe de Hongrie depuis 2004.

## Palmarès
KRC Genk
- Coupe de Belgique
  - Vainqueur (1) : 2009

 Videoton FC
- Coupe de Hongrie
  - Vainqueur (1) : 2012
- Supercoupe de Hongrie
  - Vainqueur (1) : 2012